# Vourles
Vourles è un comune francese di 3 374 abitanti situato nel dipartimento del Rodano della regione Alvernia-Rodano-Alpi.

## Storia

### Simboli
Il colore rosso è ripreso dal leone dello stemma dei primi signori di Vourles, la famiglia Parent (d'argento, alla fascia di nero, al leone nascente di rosso), e di quello del Capitolo di Saint-Just (d'argento, al leone di rosso; alla bordura d'azzurro, seminata di bisanti d'oro), che detenne la signoria per quasi cinque secoli.
Il caprone (in francese bouc) è la rappresentazione del soprannome degli abitanti di Vourles chiamati bouquins. La rosa ricorda donazione delle terre di Brignais, Vourles, Beaunant ed altri luoghi da parte di papa Innocenzo IV al Capitolo di Saint-Just nel 1251. Questa donazione era accompagnata da una rosa d'oro.

## Società

### Evoluzione demografica
Abitanti censiti